# Кенсаз
Кенсаз (Суртысу) — река в Улытауской области Казахстана, правый приток реки Сарысу. В источниках на казахском языке обычно именуется Сүртісу.
Река берёт начало из родников на возвышенности Суыкбастау. Течёт преимущественно в юго-западном направлении. Впадает в Сарысу с правой стороны приблизительно между посёлками Кызылжар и Жайрем.
Длина Кенсаза составляет 104 км. Площадь водосбора — 6,3 тыс. км². Река образует достаточно широкую долину.
Средний многолетний расход воды составляет 3,1 м³/с. Питание преимущественно снеговое; некоторую роль в формировании режима течения играют и грунтовые воды. Почти на всём протяжении русла река может пересыхать в летнее время. Вода в верховьях отличается солёностью.
Речная долина используется под пастбища и сенокосы.